# 東京傷年
「東京傷年」（とうきょうしょうねん）は、ナイトメアの4枚目のシングル。2004年2枚目のシングルで、7月22日に日本クラウンより発売された。Aタイプ・Bタイプがありジャケットが異なる。
「東京傷年」と「ジャイアニズム誤」はアルバム「リヴィド」に収録された。「トロイメライ」はベストアルバム「ジャイアニズム 〜ナイトメアのくせに生意気だぞ〜」に収録された。

## 収録曲
CD（A・Bタイプ共通）
1. 東京傷年
作詞・作曲：RUKA
2. ジャイアニズム誤
作詞：YOMI 作曲：咲人
3. トロイメライ
作詞・作曲：咲人